# Ermoupoli
Ermoupoli (Grieks: Ερμούπολη, "Stad van Hermes") is een deelgemeente (dimotiki enotita) van de fusiegemeente (dimos) Syros-Ermoupoli, in de Griekse bestuurlijke regio (periferia) Zuid-Egeïsche Eilanden.
Ermoupoli behoort tot de eilandengroep Cycladen.

## Partnersteden
- El Puerto de Santa María (Spanje)